# Geoffrey z Monmouthu
Geoffrey z Monmouthu (velšsky Gruffudd ap Arthur, Sieffre o Fynwy, latinsky Galfridus Monemutensis, Galfridus Arturus, Galfridus Artur, mezi 1090 a 1100 Wales – 1155?) byl anglický kněz, jehož literární dílo mělo významný vliv na chápání celé britské historie. Narodil se ve Walesu a podle přízviska měl nějaké vazby na Monmouth – je možné, že se narodil tam. Většinu života prožil v Oxfordu, kde vystudoval tamní univerzitu. Od roku 1140 byl arcijáhenem v Llandaffu a v roce 1152 byl jmenován biskupem v St. Asaphu, ale do úřadu už nenastoupil.
Geoffrey z Monmouthu je nejstarším autorem, u kterého lze nalézt zmínku o Merlinovi, druidovi, královském proroku a čarodějovi. I jméno Merlin je patrně jeho dílem, úpravou z velšského „Myrddin“, aby nedocházelo ke spojování s latinským merda (hnůj, lejno). Dnes převažujícím názorem je, že jeho knihy nelze považovat za historické dokumenty, protože o podkladech, na kterých jsou údajně založeny, není nic známo. Obecně se má za to, že tyto podklady zřejmě nikdy neexistovaly a že se jednalo spíše o snahu přinést Velšanům důkazy o slavné minulosti v těžké době, kdy čelili útokům Normanů. Geoffrey měl však zásadní vliv na dnešní podobu tzv. artušovských legend.

## Dílo

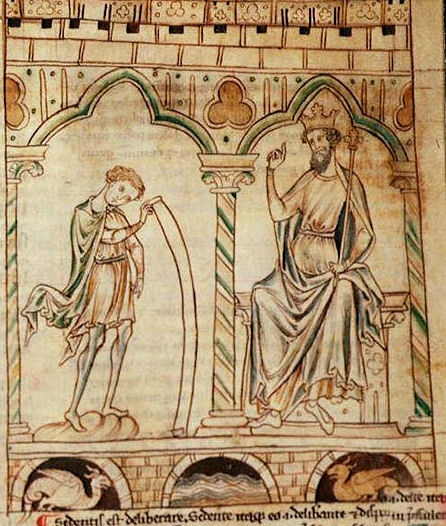
Merlin čte svá proroctví králi Vortigernovi. (British Library MS Cotton Claudius B VII f.224, Geoffrey of Monmouth's Prophetiae Merlini.)

- Prophetiae Merlini (Merlinova proroctví), dokončeno přibližně 1135 – Souhrn apokalyptických vyprávění, údajně překlad starší knihy z bretonštiny do latiny, o originálu však není nic známo. Má se za to, že proroctví jsou částečně, nebo i úplně výmyslem autora, možná na základě starších pověstí. Na podporu tvrzení o existenci staršího originálu se někdy uvádí, že ve vatikánských archivech je uloženo latinské básnické dílo s názvem Merlinovo proroctví od Johna z Cornwallu opatřené poznámkami v původním jazyce Keltů. Jeho autor opět uvádí, že jen přeložil mnohem starší rukopis, avšak obsah díla není znám.
- Historia Regum Britanniae (Dějiny britských králů), dokončeno přibližně 1136 – V předmluvě k této své nejvýznamnější knize autor uvádí, že se jedná o latinský překlad mnohem starší knihy. Údajný originál se však nezachoval a o míře autorství se stále vedou spory. V této knize je britská historie odvozována od uprchlíků z Tróje a spojována se starověkou řeckou a římskou kulturou. Popisuje římskou okupaci Británie a končí popisem narození a vlády krále Artuše (Arthur of Britain). Toto podání ještě neobsahuje příběh o Svatém Grálu, ani zmínky o Camelotu, věci, které přidal až později společně s některými postavami rytířů francouzský básník Chrétien de Troyes. Neobsahuje ani meč Excalibur zabodnutý do kamene, který je pozdějším příspěvkem Roberta de Boron. Nenacházejí se v něm ani některé další obecně známé části a postavy artušovské legendy (např. Lancelot, Paní z jezera), které se k příběhu přidaly během dalších věků a v současné době je známe hlavně z díla Thomase Maloryho. Kniha byla ve své době velmi oblíbená a do dnešních dnů se dochovalo 200 ručních opisů.
- Vita Merlini (Merlinův život), dokončeno mezi lety 1148 a 1151 – Latinsky psaná báseň obsahující téměř 1500 hexametrových veršů, která podává jiný pohled na legendárního kouzelníka inspirovaný starými velšskými pověstmi.